# Pereiro (Cabañas)
Pereiro (en gallego y oficialmente, O Pereiro) es un lugar de la parroquia de Laraxe en el municipio coruñés de Cabanas, en la comarca del Eume. Tenía 185 habitantes en  2007 según datos del Instituto Gallego de Estadística de los cuales eran 95 hombres y 90 mujeres, lo que supone un aumento con relación a 1999 cuando tenía 155 habitantes.